# Zalužany (zámek)
Zalužany jsou zámek ve stejnojmenné vesnici u jižní hranice Středočeského kraje v okrese Příbram. Vznikl přestavbou původně gotické tvrze v renesančním a později barokním slohu. Mezi majitele zámku patřili příslušníci Šternberků, Deymů ze Stříteže, Koců z Dobrše a v devatenáctém století Schwarzenbergové. Zámecký areál je chráněn jako kulturní památka.

## Historie
Koncem třináctého století patřily Zalužany k panství hradu Kamýk. Král Václav II. je roku 1291 vyměnil, nejspíše za jiné vesnice, s ostrovským klášterem, v jehož majetku zůstaly do roku 1313. Král Jan Lucemburský vesnici získal zpět a opět ji připojil ke Kamýku. Později ve čtrnáctém století vesnici od krále Karla IV. získali otec Oldřich a jeho synové Diviš a Špacman z Kostelce. Na počátku patnáctého století došlo k rozdělení vsi. Jedna část patřila k panství hradu Orlík a druhá byla samostatným vladyckým statkem, jehož majitelem byl v letech 1418–1456 Jan Šic z Drahenic. Jeho sídlem ve vsi bývala gotická tvrz.
Janovým nástupcem se stal Bořivoj Šic, po němž ji získali Václav Lis z Lisovic s bratry Bohuslavem a Zdeňkem z Němčic. Ti zalužanskou tvrz se dvorem a částí vsi v roce 1491 prodali Mikuláši Ježovskému z Lub. Podle Karla Třísky Mikuláš vesnici koupil přímo od Bořivoje. Mikuláš zemřel před rokem 1496 a jeho majetek zdědil nezletilý syn Jan Ježovský z Lub, který v Zalužanech žil až do smrti okolo roku 1528. Statek po něm převzali strýcové Vilém a Vladislav Loubští z Lub. Ještě než stihli majetek převzít, přijela do tvrze Kateřina z Řepnice a sebrala zde čtyři hákovnice, nářadí, obilí, dobytek a ryby, kvůli nimž se s ní Loubští soudili. Ti si okolo roku 1533 pronajali od Kryštofa ze Švamberka, pána orlického panství, zbývající část vsi. Vladislav zemřel roku 1539 a jediným jeho potomkem byla dcera Kristýna. Zalužany tak zůstaly Vilémovi, který si je v roce 1543 nechal zapsat do obnovených desk zemských. Zápis obsahuje první výslovnou zmínkou o tvrzi. Vilém poté Zalužany a Myšlín vlastnil ještě v roce 1550.
Syny Viléma Loubského z Lub byli Chval, Adam, Jan, Mikuláš a Kryštof. Před rokem 1563 se rozdělili o majetek, takže Chval dostal statek v Milovicích, Janovi připadl Myšlín, Adam získal Zalužany a Mikulášovi s Kryštofem byl vyplacen jejich podíl v penězích. Vzápětí mezi bratry vyvstal spor o spravedlivém vyměření jejich podílů. Aby jej urovnal, přislíbil Adam Mikulášovi, že mu vyplatí 350 kop grošů. Kryštofovi Adam za jeho podíl nabídl čtyři tisíce kop míšeňských grošů s tím, že Kryštof bude bydlet na zalužanské tvrzi a Adam s manželkou a služebnictvem mu bude zajišťovat patřičnou stravu. Adam mezi lety 1573 a 1576 definitivně přikoupil orlickou část vsi a někdy před rokem 1582 zemřel. Vdova Lidmila poté u zalužanské krčmářky Kateřiny Chourové uschovala nějaké zlaté šperky a peníze, které však sebral Jan mladší Černín z Chudenic a věnoval je Barboře Loubské ze Stropčic. Někdy během šestnáctého století byla stará tvrz přestavěna v renesančním slohu.
Adam zemřel bez dědiců, a zalužanský statek proto zdědily děti jeho bratra Chvala: Bedřich, Jan a Hynek Loubští z Lub. Bedřich brzy poté zemřel při vojenském tažení proti Turkům u Ostřihomi. Jeho podíl získal Hynek a Hynkův díl v roce 1595 koupil Jan. Jan Loubský se zúčastnil stavovského povstání v letech 1618–1620, za což byl roku 1623 odsouzen ke konfiskaci poloviny majetku. Zalužany byly prodány Marii Maxmilianě ze Šternberka. Marie však kupní cenu neuhradila celou a ještě roku 1685 bylo po jejím dědicovi hraběti Václavu Vojtěchovi ze Šternberka požadováno, aby dohodnutou sumu včetně úroků uhradil. Celá částka přesahovala sto tisíc kop míšeňských grošů. Václav Vojtěch zaplatit odmítl, a královská komora proto statek prodala Karlu Arnoštovi z Pisinku. Václav Vojtěch však měl u královské komory nějaké pohledávky, které mu byly císařskou rezolucí z roku 1697 nahrazeny vrácením zalužanského statku. Ten potom Šternberkové vlastnili až do roku 1714, kdy byl pro velké dluhy prodán Janu Deymovi ze Stříteže.
Po Janu Deymovi statek zdědila jeho manželka Kajetána, rozená Kocová z Dobrše a po ní v roce 1727 její synovec Jan Josef Koc z Dobrše, který pravděpodobně nechal renesanční tvrz přestavět na barokní zámek. Jan Koc v roce 1727 statek přenechal své manželce Marii Anně Kocové, rozené Bukovské z Hustířan. V roce 1802 nebo 1804 Zalužany koupil Karel Filip ze Schwarzenbergu a připojil je k orlickému panství.
Schwarzenberkům zámek patřil do roku 1922 a o dva roky později jej získal Václav Biskup ze Žbonína.
Od roku 1976 zámek využívalo Okresní kulturní středisko v Příbrami. Po roce 1990 se zámek v restitučním řízení vrátil dědicům Václava Biskupa a v letech 1997–2005 měla zámek v nájmu jako rodinné sídlo rodina Carla Albrechta Waldsteina-Wartenberg. Od 1. srpna 2019 jej užívají Blanka a Max Tea Milfaitovi. Kromě toho se na zámku pořádají svatební obřady.

## Stavební podoba
Podle popisu z roku 1714 tehdy tvrz tvořily dvě budovy nebo křídla, z nichž jedno bylo obytné a jeho místnosti většinou klenuté. Druhá starší část byla zpustlá a stály jen hlavní zdi. Pro uskladnění ledu se v ní využíval jen jeden klenutý sklep. Ve zbytku tvrze fungoval pivovar.
V dochované podobě je zámek dvoupatrová obdélná budova ve stylu barokního klasicismu, jejíž průčelí je zdůrazněné rizalitem s plochými pilastry po stranách. Rizalit je zakončen římsou a ze střechy nad ním vybíhá drobná vížka. Přízemím a patrem pravého křídla vede otevřená arkáda, která podpírá balkon v úrovni druhého patra. Fasády jsou členěné pilastry a lizénovými rámci. Okraje oken zdobí šambrány. Uvnitř budovy bývala kaple svaté Maří Magdalény. Zdivo původní tvrze se dochovalo v přízemí pravého křídla.
Zámek stojí v rozlehlém anglickém parku ohraničeném zdí se dvěma branami. Na okraji terasy u příjezdové cesty se nachází sochy svatého Vavřince a Floriána ze druhé poloviny osmnáctého století. Součástí areálu býval hospodářský dvůr, ale většina jeho budov zanikla v průběhu devatenáctého století. Podobně byla ve druhé polovině devatenáctého století zbořena dvě boční křídla hlavní budovy. Poslední demolice proběhla v roce 1984, kdy byla zbourána velká barokní sýpka.